# Rhipsalis baccifera subsp. cleistogama
A Rhipsalis baccifera subsp. cleistogama egy kevéssé ismert epifita kaktusz.
Egyetlen egyede ismert a típuslelőhelyről, azonban élesen elkülönül a sokkal szélesebb körben elterjedt Rhipsalis baccifera subsp. shaferi alfajtól. Élőhelye erősen veszélyeztetett, mivel a régi utat Ixiamas és Alto Madidi között 1997-ben újra megnyitották. Santa Cruzban sikerült kultúrába vinni.

## Elterjedése
Bolívia, La Paz állam (típus), Iturralde állam, Rio San Antonio, Ixiamas a Alto Madidi-től 46 km-re, 13°38'S, 68°26'W, 400 m tszf. magasságban., 17.8.1997, holotípus: Kessler 11203 (holo. LPB, iso. GOET).